# Helobdella moorei
Helobdella moorei är en ringmaskart som beskrevs av Arturo Caballero 1933. Helobdella moorei ingår i släktet Helobdella och familjen broskiglar. Inga underarter finns listade i Catalogue of Life.